# Heishui
För andra betydelser, se Heishui (olika betydelser).
Heishui är ett härad i Ngawa, en autonom prefektur för tibetaner och qiang-folket i Sichuan-provinsen i sydvästra Kina.